# Tonny Brochmann
Tonny Brochmann, né le 11 août 1989 à Horsens au Danemark, est un footballeur danois qui évolue actuellement au poste de milieu offensif.

## Biographie

### AC Horsens
Né à Horsens au Danemark, Tonny Brochmann est formé par le club de sa ville natale, l'AC Horsens. Il joue son premier match en professionnel alors que son club évolue en deuxième division danoise, le 15 mai 2010, face au Brabrand IF. Entré en jeu en cours de partie, il se fait remarquer en inscrivant également son premier but en pro, participant ainsi à la victoire de son équipe (0-2). Le club est promu à l'issue de la saison 2015-2016, et Brochmann découvre la Superligaen la saison suivante, jouant son premier match dans l'élite le 8 août 2010 face au Randers FC (0-0).

### FK Jerv
Avec le FK Jerv, il inscrit neuf buts en deuxième division norvégienne lors de la saison 2016.

### Stabæk Fotball
Le 21 décembre 2016, Tonny Brochmann s'engage avec le Stabæk Fotball, un contrat valable à partir du 1er janvier 2017. Il retrouve ainsi la première division norvégienne. Il joue son premier match sous ses nouvelles couleurs le 2 avril 2017, lors de la première journée de la saison 2017 face à l'Aalesunds FK. Il est titulaire ce jour-là, et son équipe s'impose par trois buts à un. Le 9 avril suivant, pour sa troisième apparition pour Stabæk, il inscrit son premier but, face à l'Odds BK en championnat (victoire 2-0 de Stabæk).

### Mjøndalen IF
Le 15 août 2018, Tonny Brochmann signe en faveur du Mjøndalen IF.

### AC Horsens
Lors de l'été 2021, Tonny Brochmann résilie son contrat avec le Mjøndalen IF, souhaitant revenir au Danemark. Il s'engage ensuite le 20 juillet 2021 avec le club de ses débuts, l'AC Horsens, pour un contrat courant jusqu'en juin 2022.

### FC Fredericia
Après son départ de l'AC Horsens, Tonny Brochmann librement rejoint le FC Fredericia le 19 août 2022. Le joueur quitte le club seulement quelques jours plus tard, le 31 août, libéré de son contrat après seulement trois matchs joués.